# Arhitektura u 1778.
◄◄ | ◄ | 1775. | 1776. | 1777. | 1778.  | 1779. | 1780. | 1781. | ► | ►►
Arhitektura • Astronomija • Biologija • Glazba • Kazalište • Kemija • Kiparstvo • Knjige • Književnost • Kršćanstvo • Medicina • Politika • Pravo • Promet • Slikarstvo • Šport • Znanost
Arhitektura u 1778.

## Hrvatska i u Hrvata

### Zgrade i druge građevine
- Crkva sv. velikomučenika Jurja u Boboti, završetak gradnje

## Vanjske poveznice
|  | Zajednički poslužitelj ima još gradiva o temi Arhitektura u 1770-im |